# J. W. F. Fibreglass Industries

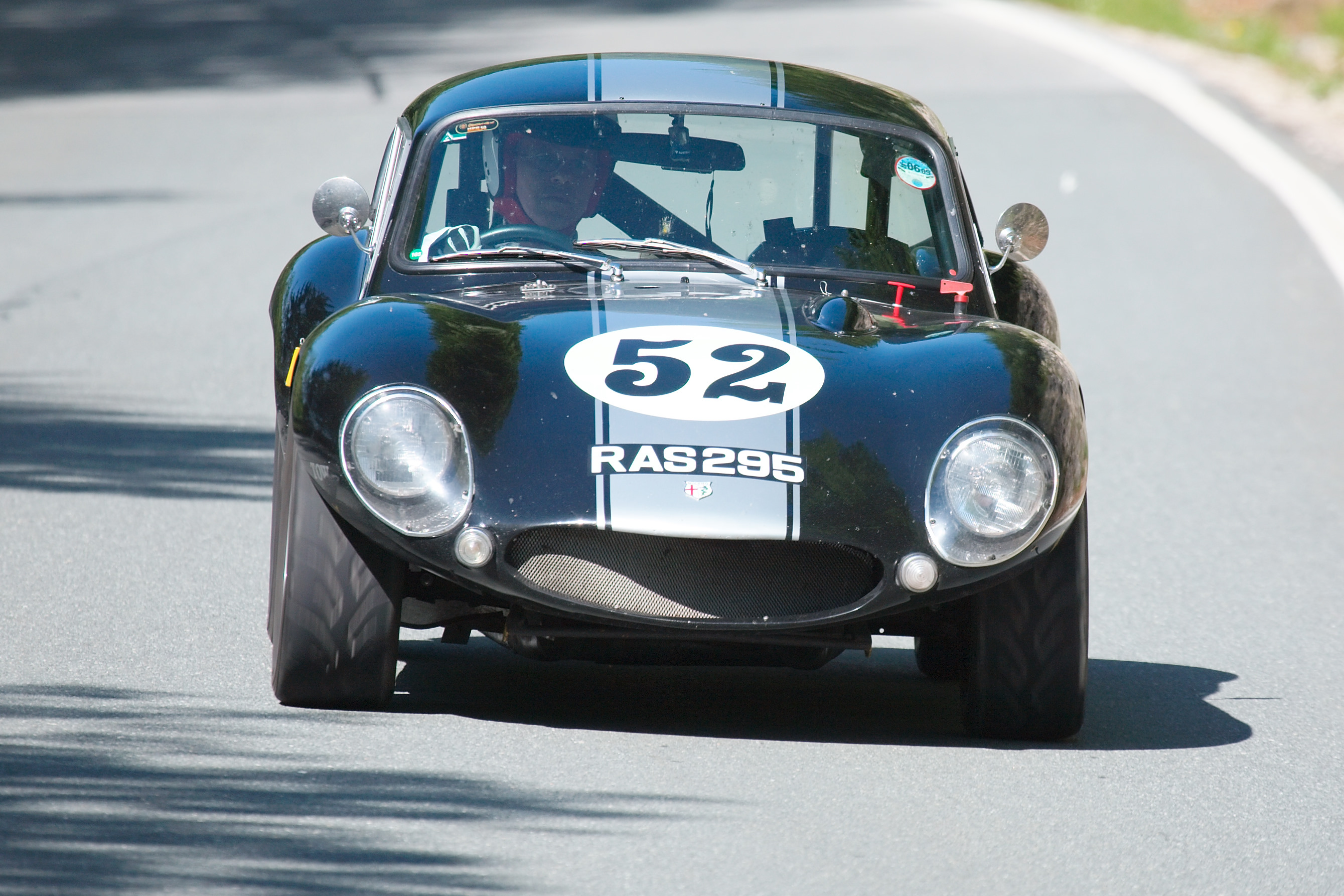
JWF Milano

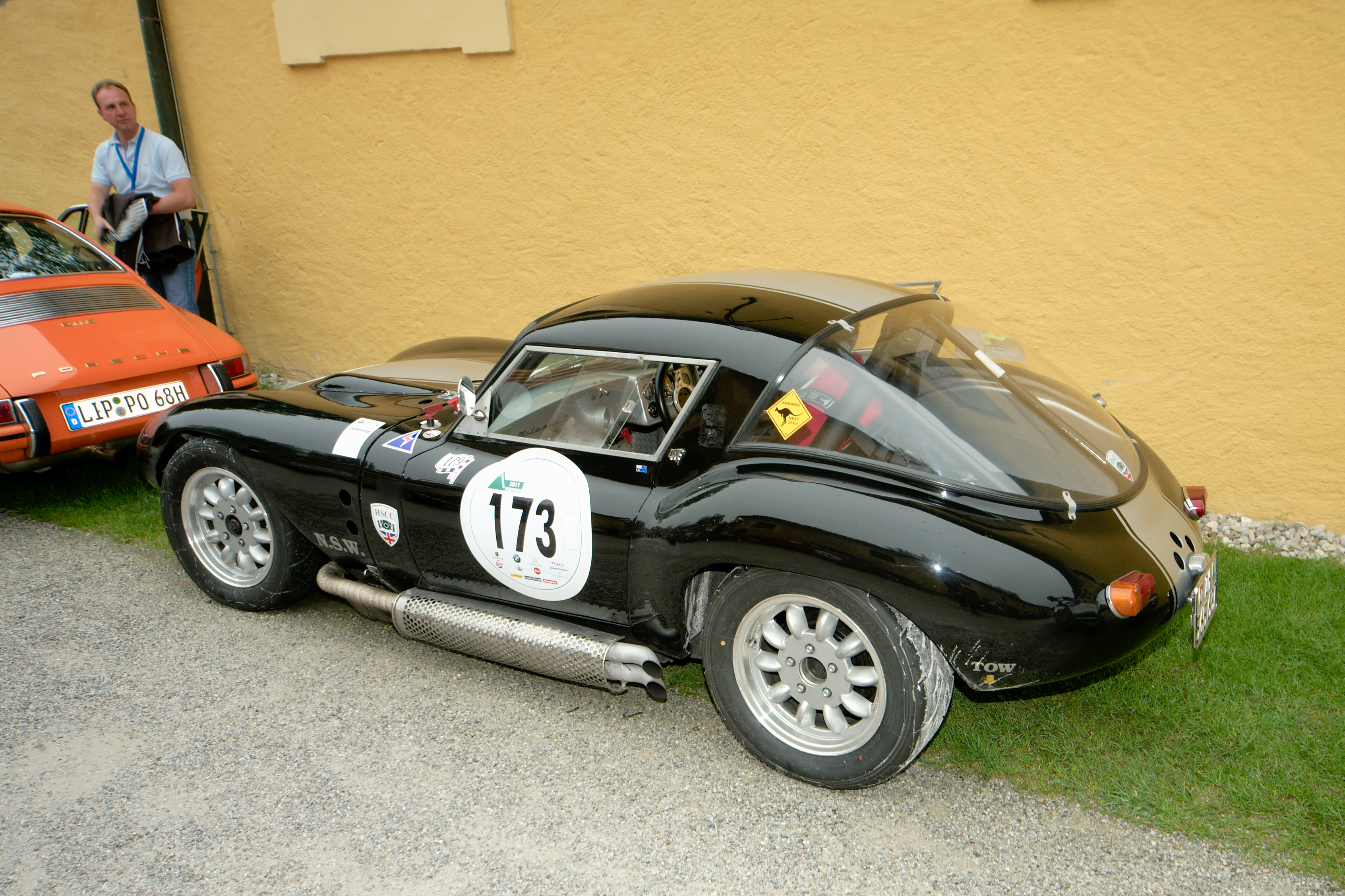
JWF Milano GT von 1962

J. W. F. Fibreglass Industries war ein australischer Hersteller von Automobilen.

## Unternehmensgeschichte
Ian Johnson, Jeff Williams und Grant Furzer gründeten 1959 das Unternehmen in Brookvale nahe Sydney. Sie begannen mit der Produktion von Automobilen und Kit Cars. Der Markenname lautete JWF. 1969 endete die Produktion.

## Fahrzeuge
Das erste Modell war der Milano 750. Das Fahrzeug basierte auf dem Fahrgestell vom Austin 7. Wenig später gab es die Karosserie in acht verschiedenen Längen und Breiten für andere Fahrgestelle. Letzte Ausführung war der Milano GT. Einige Fahrzeuge erhielten einen Motor von Holden und wurden zwischen 1964 und 1967 bei Sportwagenrennen eingesetzt.
1960 kam der Italia dazu. Er basierte auf einem Fahrgestell mit 243 cm Radstand. Eine Ausführung hatte einen Gitterrahmen von Nota, einen Holden-Motor und war nur als Komplettfahrzeug erhältlich.
1969 erschien der GT 2 für Autorennen. Er hatte ein Monocoque.